# Castropignano
Castropignano – miejscowość i gmina we Włoszech, w regionie Molise, w prowincji Campobasso.
Według danych na rok 2004 gminę zamieszkiwało 1145 osób, 42,4 os./km².